# Дельта-глобін
Бета-глобін (англ. Hemoglobin subunit delta) — білок, який кодується геном HBD, розташованим у людей на короткому плечі 11-ї хромосоми. Довжина поліпептидного ланцюга білка становить 147 амінокислот, а молекулярна маса — 16 055.
| 10         |  | 20         |  | 30         |  | 40         |  | 50         |
| ---------- |  | ---------- |  | ---------- |  | ---------- |  | ---------- |
| MVHLTPEEKT |  | AVNALWGKVN |  | VDAVGGEALG |  | RLLVVYPWTQ |  | RFFESFGDLS |
| SPDAVMGNPK |  | VKAHGKKVLG |  | AFSDGLAHLD |  | NLKGTFSQLS |  | ELHCDKLHVD |
| PENFRLLGNV |  | LVCVLARNFG |  | KEFTPQMQAA |  | YQKVVAGVAN |  | ALAHKYH    |

A: Аланін

C: Цистеїн

D: Аспарагінова кислота

E: Глутамінова кислота

F: Фенілаланін

G: Гліцин

H: Гістидин

K: Лізин

L: Лейцин

M: Метіонін

N: Аспарагін

P: Пролін

Q: Глутамін

R: Аргінін

S: Серин

T: Треонін

V: Валін

W: Триптофан

У складі гемоглобіну бере участь у транспорті кисню. Білок має сайт для зв'язування з іонами металів, зокрема іоном заліза. Мутація його гену викликає Дельта-бета таласемію.